# دوتار
دوتار یکی از سازهای مضرابی موسیقی ایرانی است و همان‌گونه که از نام آن برمی‌آید، دارای دو سیم (تار) است. این ساز را معمولاً با مضراب نمی‌نوازند و با ناخن، زخمه می‌زنند.

## تاریخچه
دوتار پیشینه‌ای چند هزار ساله دارد. امروزه حوزه‌های نواختن دوتار عبارت‌اند از شمال خراسان در شهرهای قوچان، بجنورد، شیروان، اسفراین، فاروج، درگز، آشخانه و جنوب و شرق خراسان در شهرهای تربت جام، تایباد، خواف، بجستان، گناباد، فردوس، قائن، سرخس، بیرجند و مرکز و غرب خراسان در شهرهای تربت حیدریه، نیشابور، بردسکن، کاشمر، نردین و سبزوار و نواحی ترکمن‌نشین شمال شرق از جمله استان گلستان و بخش علی‌آباد کتول همچنین برخی مناطق استان مازندران. این ساز در نواحی مختلف، با اندکی تغییر در شکل و نحوه نوازندگی دیده می‌شود. انواع دوتار در محدوده مرزهای جغرافیایی ایران به «دوتار خراسان» با دو گونه شمال و شرق، «دوتار ترکمن» و «دوتار مازندران» تقسیم می‌شود شکل ساز و نحوه در دست گرفتن و سبک نواختن در شمال و شرق خراسان با هم تفاوت دارد. مردم مناطق خراسان قصه‌ها و داستان‌های خود را در قالب آهنگ‌هایی زیبا سینه به سینه به نسل‌های کنونی منتقل کرده‌اند. محوریت دوتار جنوب و شرق خراسان در شهر خواف و تربت جام و تا حدودی تایباد بوده و مرکزیت دوتار شمال خراسان شهر قوچان است، اما در شهرهای فردوس، تربت حیدریه، قائن و بیرجند نیز در پی سفر هنرمندان زبده دوتار نواز شرق خراسان این ساز نواخته می‌شود. تیره ترکمن‌های سالور تربت جام در شرق خراسان نیز دوتار ترکمنی می‌نوازند.

## ساختمان ساز
دوتار شمال خراسان دارای کاسه‌ای گلابی‌شکل و دسته‌ای نسبتاً دراز و دو رشته سیم (تار) است. طول دستهٔ آن حدود ۶۰ سانتی‌متر و کل ساز حدود ۱ متر است.
قسمت گلابی‌شکل این ساز از چوب درخت شاه‌توت و دستهٔ آن از چوب زردآلو یا درخت گردو ساخته می‌شود. در قدیم به جای سیم از ابریشم استفاده می‌شد. طبق نظر محمدحسین یگانه (حاج حسین)، برای سیم بم هشت لا و برای سیم زیر شش لا نخ ابریشم را به هم می-تابیدند. حاج حسین ایده‌آل صداگیری از ساز را نواختن با ابریشم می‌دانست، چرا که عقیده داشت زبان ساز یا سیم که در قدیم از ابریشم ساخته می‌شد، باید از جنس خود ساز (:چوب توت) باشد. حاجی قربان سلیمانی سیم زیر دوتار خود را مؤنث (: زن) و سیم بم را مذکر (: مرد) توصیف می‌کند. او، علاوه بر این، سیم زیر را به حوا و بم را به حضرت آدم نسبت می‌دهد.
در شرق خراسان دوتار ۸ پرده و یک نیم پرده دارد، کاسه ساز و صفحه ساز از چوب توت و گاهی از چوب گردو ساخته می‌شود و دسته آن از درخت زردآلو و گاهی از عناب و گردو تهیه می‌شود. سازی که به ۱۸ پرده شناخته می‌شود زیر مجموعه دوتار اصیل نمی‌باشد.
از سازندگان ماهر دوتار شرق خراسان در شهر تربت جام می‌توان استاد حاج حسینعلی غمخوار احمدی، استاد اسفندیار تخم کار، استاد عبدالله وسعید سرور احمدی را نام برد.
دوتار ترکمنی نیز مانند دوتار شمال خراسان است با این تفاوت که دسته دوتار ترکمن دارای زاویه انحراف به سمت بیرون است. استفاده از تارهای ابریشمی به جای سیم فلزی نیز در شمال خراسان و در نواحی ترکمن‌نشین رایج بوده‌است.
از مرحوم الیا قلی یگانه دوتار نواز معروف ترکمن در درگز آثاری وجود دارد که با دوتاری با تارهای ابریشمی نواخته شده‌است.

## کوک دوتار خراسان
دوتار در شمال خراسان با نسبت چهارم و پنجم کوک می‌شود. با کوک ترکی می‌توان نغمه‌هایی همچون گرایلی، دونم دونم، دندبای، و کوراوغلی و با کوک کردی آهنگ‌های سرموقام، لو، شاه بهرام و جعفرقلی را اجرا کرد.
در شرق خراسان نیز دو کوک متداول وجود دارد که اغلب غزلیات و دوبیتی‌ها با کوک فاصله چهارم و اشترخجو، آهو و… با کوک فاصله پنجم نواخته می‌شود.
از جمله نوازندگان سرشناس خراسانی می‌توان از نظرمحمد سلیمانی، قربان سلیمانی، محمد یگانه، غلامحسین سمندری، عبدالله سروراحمدی، غلامعلی پورعطایی، عثمان محمدپرست، رمضان سلمانی بردری و ذوالفقار بیتانه نام برد.

## ثبت جهانی
هنر ساختن و نواختن دوتار در چهاردهمین اجلاس کمیته میراث بشری ناملموس یونسکو در کلمبیا در فهرست میراث جهانی قرار گرفت.